# Winterbach (Bawaria)
Winterbach – miejscowość i gmina w Niemczech, w kraju związkowym Bawaria, w rejencji Szwabia, w regionie Donau-Iller, w powiecie Günzburg, wchodzi w skład wspólnoty administracyjnej Haldenwang. Leży w Parku Natury Augsburg – Westliche Wälder, około 15 km na wschód od Günzburga.

## Demografia
| Rok  | Liczba mieszk. |
| ---- | -------------- |
| 1970 | 778            |
| 1987 | 653            |
| 2000 | 781            |

## Polityka
Wójtem gminy jest Karl Oberschmid, poprzednio urząd ten obejmował Josef Schieferle, rada gminy składa się z 8 osób.
|      | WV | WV Waldkirch | WV Rechbergreuthen | Razem |
| 2008 | 3  | 3            | 2                  | 8     |
| 2002 | 3  | 3            | 2                  | 8     |